# Meeresfrüchte (Film)
Meeresfrüchte (Originaltitel: Crustacés et coquillages) ist eine französische Filmkomödie, die in Frankreich am 30. März 2005 anlief. In Deutschland und Österreich startete der Film am 21. Juli. Die Veröffentlichung auf DVD fand am 13. April 2006 statt.

## Synopsis
Zum ersten Mal verbringt Marc den Sommer mit seiner Frau Béatrix und seinen zwei Kindern Laura und Charly an der Côte d’Azur, wo er früher längere Zeit gelebt hat. Die Kinder sind gerade im Teenageralter und beginnen, die eigene Sexualität zu erkunden. Laura wartet sehnsüchtig auf die Ankunft ihres Freundes, der sie auf seinem Motorrad mit nach Portugal nehmen soll. Ihr jüngerer Bruder Charly wird von seinem Freund Martin besucht, um mit ihm die Gegend unsicher zu machen.
Bald stellt sich heraus, dass Martin schwul und in Charly verliebt ist. Dieser ist zwar hetero, stört sich aber nicht groß an den Gefühlen seines Freundes. Die Mutter hingegen sieht in den beiden Jungen ein Liebespaar, glaubt aber, dass Charly noch nicht bereit für sein Coming-out ist. Ihr Mann ist davon alles andere als begeistert und reagiert zunächst verkrampft. Zu allem Überfluss tauchen auch noch Béatrix’ Liebhaber Mathieu und der schwule Klempner Didier auf, zu dem Marc eine ganz eigene Verbindung hat.
Letztlich geht es in dieser französischen Komödie darum, wie weit die sexuelle Toleranz innerhalb eines Familien- und Freundeskreises bzw. der Generationen untereinander gehen kann.

## Kritik
film-dienst 15/2005: Temperamentvolle Komödie in bester Boulevard-Manier mit überzeugenden Darstellern, bisweilen ein wenig schrill erzählt, sympathisch in ihrem Eintreten für Toleranz und das Auflehnen gegen einengende Konventionen.

## Wissenswertes
Auf der DVD findet sich – neben einem Making-of und dem „Blick hinter die Kulissen“ eine bezeichnende Szene, die dem Endschnitt zum Opfer fiel, da sie das Thema der Masturbation unter der Dusche zeigen wollte, ohne ins Detail gehen zu können.